# Dynamit
Dynamit là một loại thuốc nổ, thành phần cơ bản là nitrôglyxêrin, được Alfred Nobel chế ra và phát triển trong thập niên 1860.

## Từ nguyên
Tên của chất nổ này xuất phát từ δυναμις (dynamis) trong tiếng Hy Lạp và có nghĩa là "sức mạnh", "công suất"...; hậu tố -ιτης (-itēs) có nghĩa là "nhỏ".

## Lịch sử
Nitrôglyxêrin ở nhiệt độ trong phòng là chất lỏng rất nhạy nổ, nguy hiểm. Ban đầu thuốc nổ dùng đất tảo cát làm chất thấm bám. Đất tảo cát (kieselguhr, tên một vùng có nhiều khoáng này) có tên nữa là "bọt biển", hồi đó được dùng như hộp xốp ngày nay, để đệm hòm hàng. Alfred Nobel ban đầu dùng đất tảo cát làm đệm hòm đựng những chai nitrôglyxêrin, sau đó chai vỡ, chất lỏng thấm vào đất tảo cát, gợi ý cho Alfred Nobel tạo ra chất nổ dẻo, khá an toàn. Alfred Nobel sáng chế chất nổ này năm 1866 ở Krümmel (Geesthacht, Schleswig-Holstein, Đức), nhận bằng phát minh năm 1867. Chất nổ được bán dưới dạng gậy dài 20 cm, đường kính 2,5 cm và một số kích cỡ khác. Dynamit là một thuốc nổ mạnh, khi nổ nó phân hủy nhanh hơn phản ứng cháy. Một số kiểu dynamit khác gồm hỗn hợp nitrôglyxêrin, nitrôxellulôz, trộn thêm một ít ketone, ví dụ như thuốc súng thừng cordit, các thuốc nổ này an toàn hơn dùng chất thấm bám đất tảo cát. "Nobel's Blasting Powder" là thuốc nổ đầu tiên được Alfred Nobel bán ra thị trường, nó là hỗn hợp nhão của nitrôglyxêrin và nitrôxellulôz không an toàn, sau này mới thay bằng đất tảo cát. Alfred Nobel quản lý chặt bằng phát minh, ngăn chặn và buộc dừng sản xuất không bản quyền. Một số thương  gia Mỹ lách luật bằng công thức gần giống. Tuy nhiên, Alfred Nobel nhờ thuốc nổ này có tài sản lớn, ông dành cho giải thưởng Nobel.
Dynamit không ổn định như TNT, khó nhồi vào đạn xuyên, nhưng nổ rất mạnh, nên hay được dùng làm bộc phá.

## Ứng dụng
Phần lớn công dụng của dynamit là trong ngành xây dựng và nổ phá. Khó có chất nổ nào thay thế được trong nhiều ứng dụng. Dynamit vẫn được dùng như vật liệu chính làm thuốc nổ dưới nước hay liều sau. Dynamit vẫn được dùng rộng rãi trong quân sự làm các bộc phá. Dynamit chứa 3 phần nitrôglyxêrin, một phần đất tảo cát và một ít phụ gia carbonat natri. Hốn hợp chứa trong một ống ngắn bọc bằng giấy. Nitrôglyxêrin là một chất nổ mạnh, khi nó nguyên chất, nhậy nổ chấn động gấp vài lần trong ống. Điều đó gây nguy hiểm cao khi vận chuyển nguyên chất, thấm bám vào đất tảo cát, nitrôglyxêrin giảm nhậy nổ chấn động.
Qua thời gian, dynamit "chảy mồ hôi" nitrôglyxêrin của mình. Chất này đọng vào đáy hòm đựng hay kết tinh bên ngoài gậy. Điều này tạo ra nguy hiểm lớn, tuy khả năng xảy ra nổ không có kíp nhỏ, nhưng dynamit cũ vẫn rất nguy hiểm.
Để kích nổ dynamit, dùng kíp nổ. Kíp là một cái ống thông thường bịt một đầu, chứa chất nổ nhậy hơn dynamit, chất nổ này kích nổ dynamit. Thông thường hai đầu ống kíp có lỗ tra kíp điện, ngòi nổ chậm.

## Sản xuất
Dynamit sản xuất nhiều ở Cộng hòa Nam Phi theo một số hiệp định từ thập niên 1940. Công ty De Beers đặt nhà máy năm 1902 tại Somerset West. Sau này nhà máy được kiểm soát bởi Công ty công nghiệp hóa nổ châu Phi (AECI). Sản phẩm dùng cho trung tâm khai thác vàng Witwatersrand. Nhà máy đi vào hoạt động năm 1903, đến năm 1907 mỗi năm sản xuất 340.000 thùng, mỗi thùng 22 kg. Nhà máy địch thủ Modderfontein mỗi năm cho ra 200.000 thùng. Ở Mỹ, DuPont Corporation sản xuất dynamit từ thập niên 1990, nhưng ở đây chất nổ "Water gel" được ưa chuộng hơn.
Một trở ngại của sản xuất dynamit là nguy hiểm. Có hai vụ nổ lớn ở nhà máy tại Somerset West vào thập niên 1960 làm một số người chết. Nhưng nguy hiểm đã dược giảm bớt bởi thiết kế nhà máy ngăn từng phần bằng vườn cây, chặn hướng văng. Đến năm 1985, sản xuất ở nhà máy này giảm dần.

## Bằng phát minh
- Bằng sáng chế Hoa Kỳ số 0.078.317, Improved explosive compound
- Bằng sáng chế Hoa Kỳ số 3.931.763, Explosive priming device